# Ilgis (Kliurkė-Minija)
Ilgis je nevelké jezero protáhlého tvaru (odtud název: v litevštině ilgis = délka; Dlouhé) v západní Litvě, v Žemaitijské vysočině, v okrese Telšiai, 17 km na jih od Telšů, 7 km na východ od Žarėnů.

## Pobřeží
Jezero je protáhlého (ve směru západo-východním) tvaru s vlnitým břehem.

## Vodní režim
Do jezera přitéká Mava, která vytéká z jezera Sydeklis. Z jezera odtéká řeka Kliurkė, jejíž další pokračování za jezerem Didovas je již pod názvem Minija, což je jedna z největších řek Žemaitska. Před jezerem Didovas protéká ještě jezerem Pluotinalis. Průměrná hloubka jezera je 3,8 m, maximální hloubka je 12,7 m. Severní a jižní břehy jsou vysoké a strmé: (výška 8–10 m); východní a západní okraje jsou bažinaté. Dno šelfu je jílovitý písek, v hloubce je bahnitý jíl.